# Cầy cọ châu Phi
Cầy cọ châu Phi (Nandinia binotata), còn gọi được gọi là cầy cọ hai đốm, là một loài động vật có vú Dạng mèo nhỏ, với chân ngắn, tai nhỏ, thân hình tương tự như mèo, đuôi dài mềm mại với chiều dài xấp xỉ chiều dài thân. Các cá thể trưởng thành thông thường cân nặng 1,7 đến 2,1 kg. Chúng phân bố rộng rãi ở châu Phi Hạ Sahara, chủ yếu trên cây. Thức ăn của chúng là đa tạp, bao gồm các động vật gặm nhấm, côn trùng, trứng, xác thối, trái cây, chim và dơi quả. Các loài này nói chung sống đơn độc và hoạt động về đêm. Chúng được đánh giá là ít quan tâm trong sách đỏ IUCN.
Mặc dù tương tự như các loài cầy hương khác (trong Họ Cầy), người ta cho rằng cầy cọ châu Phi khác biệt về mặt di truyền và đã rẽ nhánh trước các loài mèo từ các loài cầy khác. Tuy nhiên, giả định này nói chung chưa được công nhận rộng rãi, mặc dù nó được phân loại như là loài duy nhất của chi Nandinia trong họ riêng của chính nó là Nandiniidae.

## Hình ảnh

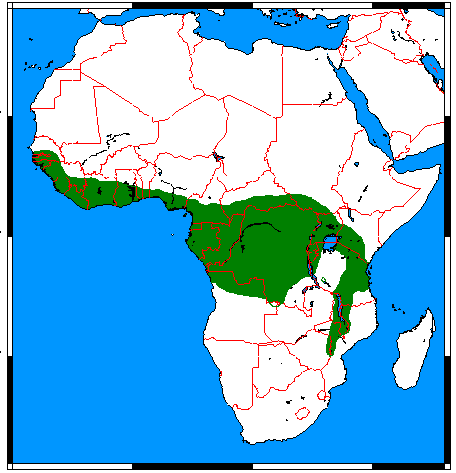
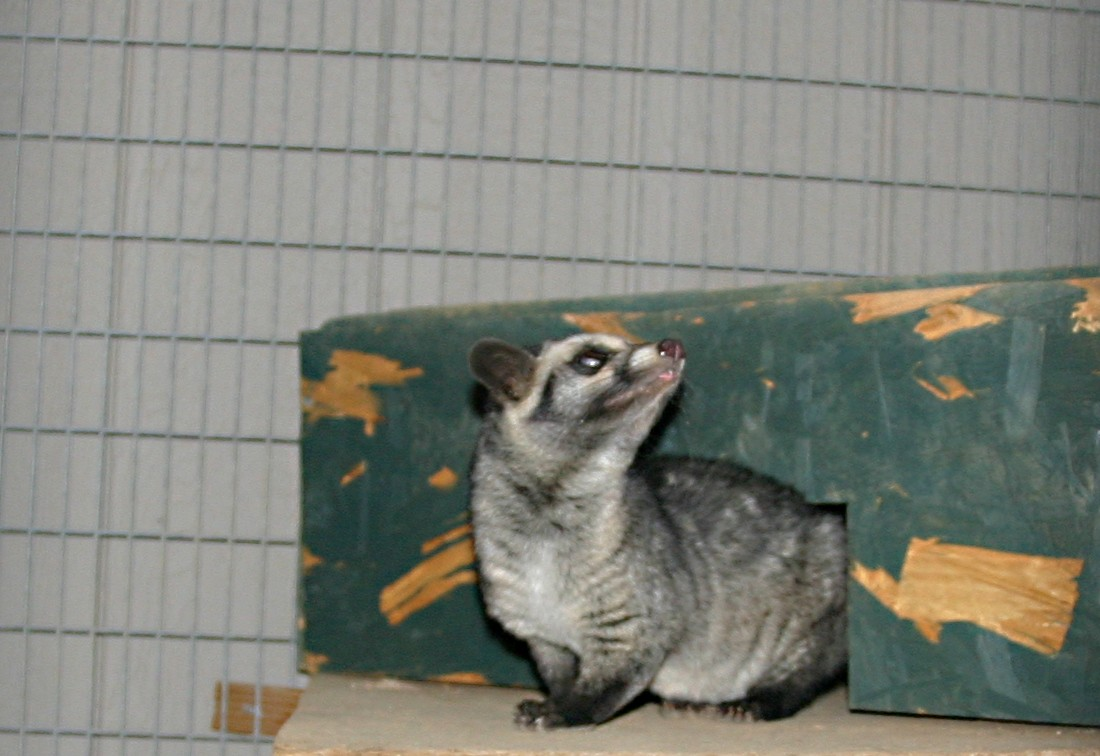
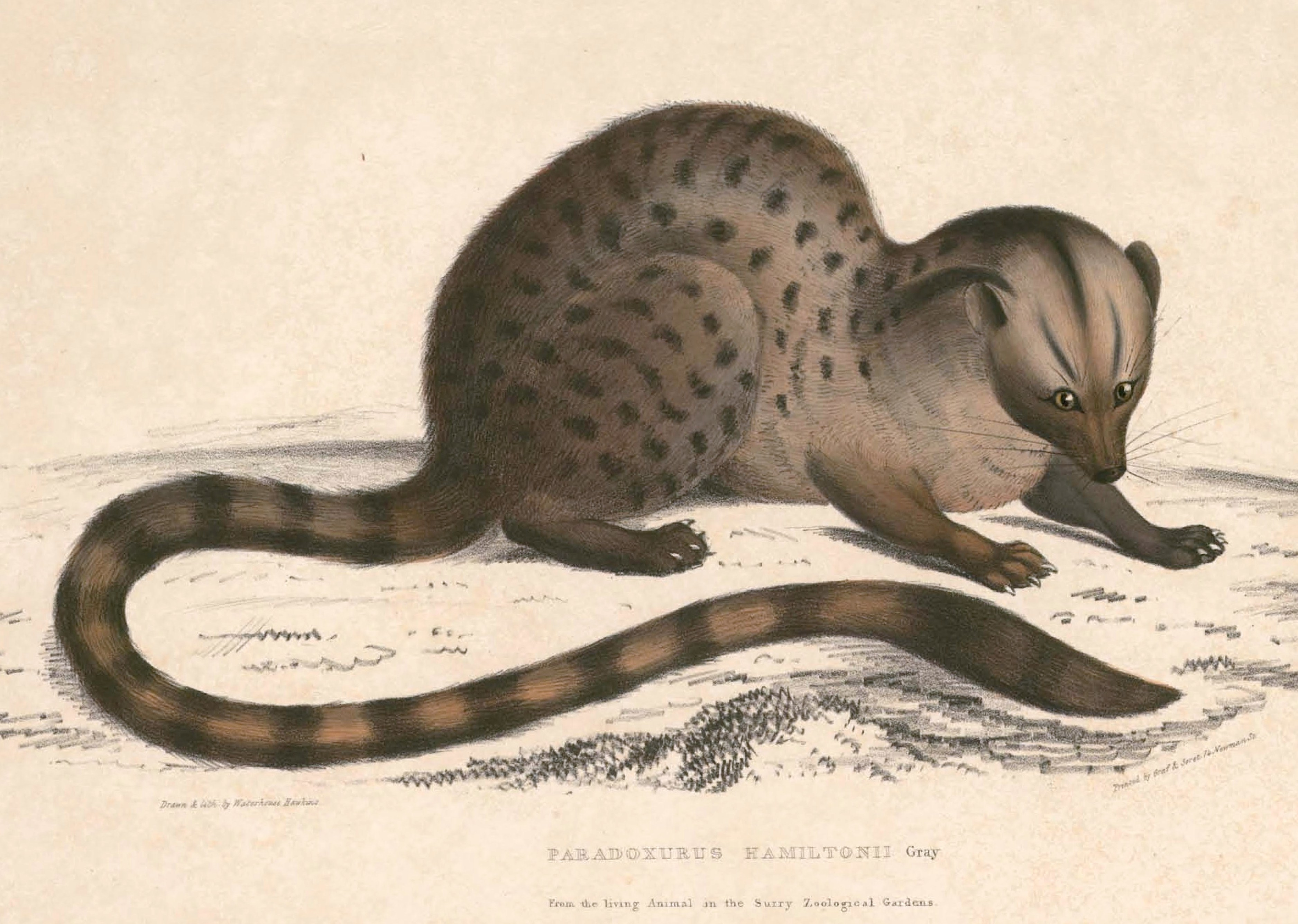